# Zespół wstrząsu toksycznego
Zespół wstrząsu toksycznego (ang. TSS – toxic shock syndrome) – ostre, zagrażające życiu zatrucie, które charakteryzuje się gorączką, spadkiem ciśnienia tętniczego krwi, wysypką, zaburzeniem czynności wielu narządów wewnętrznych oraz złuszczaniem naskórka w fazie rekonwalescencji.
Choroba została po raz pierwszy opisana w 1978, lecz znana stała się w 1980 wskutek licznych zachorowań wśród miesiączkujących kobiet. Obecnie około połowy wszystkich zachorowań jest związane z menstruacją, ale może także wystąpić w połogu, po septycznym poronieniu, jako powikłanie po zabiegach zwłaszcza ginekologicznych, przy stosowaniu mechanicznych środków antykoncepcyjnych i tamponów dopochwowych. Może również wystąpić w przebiegu schorzeń i uszkodzeń skóry, takich jak oparzenie, odmrożenie, rana skóry, ugryzienie przez owada.

## Etiologia
Choroba wywołana jest przez jedną lub kilka toksyn wytwarzanych przez gronkowca złocistego. Najczęściej jest to toksyna TSST-1, rzadziej enterotoksyna B.
Do rozwoju zespołu wstrząsu toksycznego dochodzi w przypadku, gdy dojdzie do kolonizacji organizmu (warunek wystarczający) lub infekcji gronkowcem złocistym wytwarzającym odpowiednią toksynę oraz u potencjalnego chorego musi występować niski poziom przeciwciał zabezpieczających przeciwko działaniu toksyny. Z uwagi, że przeciwciała te występują dopiero w populacji dorosłych (u 90%), choroba dotyczy najczęściej dzieci i młodych dorosłych.

## Objawy chorobowe
- gorączka powyżej 38,9 °C
- erytrodermia – rozlane, plamiste zapalenie skóry
- spadek ciśnienia tętniczego krwi
- objawy narządowe (przynajmniej 3 z poniższych)
  - przewód pokarmowy – biegunka lub wymioty
  - układ mięśniowy – bóle mięśni z przynajmniej dwukrotnym podwyższeniem CPK
  - objawy zapalenia błon śluzowych: nosogardzieli, pochwy lub spojówek
  - nerki: leukocyturia przy braku infekcji dróg moczowych, przynajmniej dwukrotne zwiększenie stężenia azotanów w moczu
  - wątroba: przynajmniej dwukrotne podwyższenie poziomu bilirubiny lub AlAT lub AspAT
  - układ krwiotwórczy: trombocytopenia < 100 000/μl
  - OUN: zawroty głowy, objawy splątania, dezorientacja
- złuszczanie się naskórka, zwłaszcza powierzchnie dłoniowe rąk i podeszwowe stóp w okresie 1 do 2 tygodni od początku objawów

## Leczenie
- oczyszczenie miejsca wytwarzania toksyny gronkowcowej
- wyrównanie zaburzeń gospodarki wodno-elektrolitowej i kwasowo-zasadowej
- szerokospektrowa antybiotykoterapia, w fazie wstępnej empirycznie obejmująca gronkowca złocistego, a po uzyskaniu antybiogramu leczenie zgodnie z jego wynikiem (w początkowej fazie szczególnie polecane jest dożylne podawanie klindamycyny 3 razy dziennie po 900 mg wraz z antybiotykiem β-laktamowym lub wankomycyną)
- w ciężkich przypadkach możliwe jest podanie preparatów immunoglobulin zawierających wysoki poziom przeciwciał przeciwko toksynom gronkowcowym
- leczenie ewentualnych współistniejących objawów wstrząsu

## Rokowanie
Około 2,5% przypadków związanych z miesiączką kończy się śmiercią, natomiast śmiertelność w innych przypadkach sięga 6,5%.
Choroba nie pozostawia trwałej odporności, dlatego kobiety chore na tę chorobę nie powinny stosować tamponów dopochwowych i mechanicznych środków antykoncepcyjnych.